# Еваир
Еваир (21. фебруар 1965) бивши је бразилски фудбалер.

## Каријера
Током каријере играо је за Аталанту, Палмеирас, Васко да Гаму, Сао Пауло, Гојас и многе друге клубове.

## Репрезентација
За репрезентацију Бразила дебитовао је 1992. године. За национални тим одиграо је 9 утакмица и постигао 2 гола.

## Статистика
| Бразил | Бразил | Бразил |
| Год.   | Ута.   | Гол.   |
| ------ | ------ | ------ |
| 1992   | 2      | 0      |
| 1993   | 7      | 2      |
| Укупно | 9      | 2      |